# Le Locle
Le Locle (nemško Luggli) je občina v kantonu Neuchâtel v Švici.
Nahaja se v Švicarski Juri, nekaj kilometrov od mesta La Chaux-de-Fonds. To je tretje najmanjše mesto v Švici (v Švici kraj potrebuje več kot 10.000 prebivalcev, da bi ga lahko šteli za mesto).
Le Locle je znan kot središče švicarskega urarstva, omenjajo ga celo kot rojstni kraj industrije, s koreninami iz 1600-ih. V občini so bili proizvajalci Favre-Leuba Mido, Zodiac, Tissot, Ulysse Nardin, Zenith, Montblanc, Certina in Universal Genève, preden se je slednja preselila v Ženevo. Zgodovina mesta v urarstvu je dokumentirana v enem izmed vodilnih horoloških muzejev na svetu, Musée d'Horlogerie du Locle, grad Monts, ki se nahaja v podeželskem dvorcu iz 19. stoletja na hribu severno od mesta. Obnovljeni zgodovinski podzemni mlini (žita, olja, žaga) je mogoče videti v jami, ki se nahaja približno kilometer zahodno od središča mesta. 
Ime mesta izhaja iz besede za jezero ali trou d´eau.

## Unescova dediščina
Le Locle, pa tudi La Chaux-de-Fonds, svoje preživetje dolguje proizvodnji in izvozu ur. Industrijo izdelovanja ur je v Le Locle v 17. stoletju prinesel Daniel JeanRichard, samouk urar, ki je kmete s tega območja spodbudil, da so mu v dolgih zimah začeli izdelovati komponente za ure. V 20. stoletju je bila dodana mikro-mehanska industrija.
Urarski mesti Le Locle in La Chaux-de-Fonds sta od Unesca skupaj prejeli priznanje za izjemno univerzalno vrednost.
Zaradi nadmorske višine (približno 1000 m) in pomanjkanja vode (porozni apnenec pod zemljo) je zemljišče neprimerno za kmetovanje. Načrtovanje in zgradbe odražajo potrebo rokodelcev po razumni organizaciji. Obnovljene so bili v začetku 19. stoletja, po obsežnih požarih.
Ob odprti shemi vzporednih pasov, na katerih se prepletajo stanovanja in delavnice, njihovo urbano načrtovanje odraža potrebe lokalne kulture izdelovanja ur, ki sega v 17. stoletje in je še danes živa. Obe mesti predstavljata izjemna primera monoindustrijskih predelovalnih mest, ki so še vedno dobro ohranjena in aktivna. Njihovo urbanistično načrtovanje je prilagodilo prehod iz obrtniške proizvodnje domače obrti v bolj koncentrirano tovarniško proizvodnjo konec 19. in 20. stoletja.
Karl Marx je v Das Kapital La Chaux-de-Fonds opisal kot 'ogromno tovarniško mesto', kjer je analiziral delitev dela v urarski industriji Jure.
To je deseto švicarsko območje, ki je dobilo status svetovne dediščine in se pridružilo drugim, kot so staro mesto Bern, Retijska železnica ter Samostan Sankt Gallen.

## Zgodovina
Le Locle se prvič omenja leta 1332 kot dou Locle.

### Prazgodovina
Najzgodnejši sledovi človeških naselij prihajajo s konca mezolitika (6000–5000 pr. n. št.) v tesni Col des Roches. Na tem mestu je bila v kantonu Neuchâtel najdena najstarejša keramika, skupaj s številnimi orodji, molarjem mamuta in jelena ter kosti divje svinje. Najdišče je leta 1926 odkril carinik in je bilo prvo tovrstno mesto v Švici.
Vendar pa med letoma 4000 pred našim štetjem in srednjim vekom ni nič znanega o območju Le Locle.

### Srednji vek
Leta 1150 sta dolino, v kateri bodo pozneje zgradili Le Locle, Renaud in William Valanginian podelila opatiji Fontaine-André. Leta 1360 je Janez II. iz Aarberga, gospodar valanginijcev, prejel Le Locle kot fevd od grofa Ludvika iz Neuchâtela. Močno gozdnati del Švicarske Jure okoli Le Loclea so očistili kolonisti, ki so kasneje dobili status svobodnih kmetov. Ti prvi svobodni kmetje so leta 1372 prejeli listino, ki je kodificirala njihove pravice in svoboščine. Na začetku 15. stoletja je bila ta listina ponovno potrjena ob ustanovitvi Mairie ali mestne hiše. Prebivalci Le Loclea so dobili pravico do lastništva zemljišča, ki so ga očistili, če so ga še naprej obdelovali in zanj plačevali davke. Fevdalci so jim te svoboščine podeljevali za spodbujanje naselij v gorah. Od 14. stoletja sta Le Locle in La Sagne skupaj oblikovala župnijo. Cerkev Marije Magdalene v Le Locle je bila zgrajena leta 1351.
Kot rezultat naraščajočih čezmejnih sporov je leta 1476 Le Locle sklenil obrambno zavezništvo z Bernom.
Leta 1502 je 37 prebivalcev Le Loclea dobilo priložnost plačati 1780 GBP za naziv 'državljan Valangina'. Ti državljani so imeli privilegij voditi skupnost in izbrati svojega župana in sodnega izvršitelja.

### Zgodnja moderna doba
Stolp cerkve Marije Magdalene, znamenitost mesta, je nastal v začetku 16. stoletja. Nekaj let po tem, ko je bil stolp zgrajen, se je leta 1536 Le Locle spreobrnil v protestantsko vero. Ta stara cerkev je bila obnovljena sredi 18. stoletja. Leta 1844 je bila zgrajena nemška cerkev, a leta 1967 porušena. Katoliška kapela je bila zgrajena leta 1861.
Leta 1592 so se fevdi Valangin vrnili v okrožje Neuchâtel, vendar to ni vplivalo niti na pravni status prebivalcev Le Locle niti na njegovo funkcijo okrožnega sodišča. Zavezništvo z Bernom iz leta 1476 je ostalo v veljavi in med tridesetletno vojno ter invazijo Ludvika XIV. v Franche-Comté so prišli bernski vojaki v podporo mestu. Le Locle je leta 1712 med bitkama pri Mellingenu in Villmergenu poslal vojake, da bi podprli svojega zaveznika.
Le Locle blizu francoske meje je pomenil, da je mesto pogosto imelo tesne odnose s Francijo. To je še posebej veljalo v letih pred francosko revolucijo. Številni prebivalci Le Loclea, ki so se srečali v jakobinskem klubu v Morteauju, prisegajo, da podpirajo ustavo iz leta 1792. Revolucionarni duh je privedel do sporov med zagovorniki revolucije in staro vlado. Naslednja vladna represija je spomladi 1793 mnoge prebivalce Le Loclea pregnala v izgnanstvo. Več sto ljudi se je preselilo v Besançon, kjer so našli delo v Nacionalni tovarni ur, ki je bila ustanovljena z narodno konvencijo. Ko so se vrnili v Le Locle, so skupaj z republikanskim odnosom pripeljali tudi spretne urarje.
Leta 1707 je kneževina Neuchâtel odšla h kralju Frideriku I. iz berlinskega Hohenzollerna, ki je nato Neuchâtelu vladal kot personalni uniji. Napoléon Bonaparte je odstavil pruskega kralja Friderika Viljema III. kot princa Neuchâtela in namesto tega imenoval njegovega šefa kabineta Louis-Alexandra Berthierja. Leta 1814 je bila kneževina obnovljena Frideriku Viljemu III. Leto kasneje se je strinjal, da se kneževini dovoli, da se pridruži Švicarski konfederaciji, takrat še ne integrirani federaciji, ampak konfederaciji kot polnopravna članica. Tako je Neuchâtel postal prva in edina monarhija, ki se je pridružila sicer povsem republikanskim švicarskim kantonom. To se je spremenilo leta 1848, ko se je v Le Locle začela mirna neuchâtelska revolucija. Rojalistične sile so se hitro predale in 28. februarja 1848 je bila nad mestom postavljena zastava Helvetske republike, simbol republike. Nova republika in kanton sta ustanovila prefekturo Le Locle, ki je obstajala do leta 1935. Med neuspešno kontrarevolucijo leta 1856 so mesto za kratek čas zasedli rojalisti.
Le Locle so večkrat požgali veliki požari (1683, 1765, 1833). V sedanji podobi je bil obnovljen v drugi četrtini 19. stoletja, saj je postal središče urarske industrije.

### Sodobnost
Ker je majhna reka Bied pogosto poplavljala dolino, je bil na začetku 19. stoletja skozi dolino do Col des Roches zgrajen kanal. Do leta 1898 so reko uporabljali za oskrbo več podzemnih mlinov.
Mestna vlada je leta 1855 ustanovila srednjo šolo, leta 1866 pa je odprla učiteljsko šolo, nato pa leta 1897 še trgovsko šolo. Urarska šola je bila ustanovljena leta 1868, in je bila osnova za tehnično šolo, ustanovljeno v letih 1901–02. Ta šola je sčasoma postala inženirski oddelek Haute école d'arts appliqués Arc in inženirska šola medregionalnega poklicnega izobraževalnega centra Montagnes neuchâteloises.
Mesto si je zelo prizadevalo pri gradnji železnic. Prvi liniji do La Chaux-de-Fonds (1857) so se pridružile linije do Besançona (1884) in Les Brenetsa (1890). Kljub temu Le Locle trpi zaradi določene izolacije in velike količine prometa, ki gre samo skozi.
Le Locle svojo blaginjo dolguje predvsem urarski industriji, zlasti izdelavi preciznih ur in obdelovalnih strojev. Daniel Jean Richard je bil med pionirji, ki so ustanovili to industrijsko panogo v okolici Le Locle. V regiji Le Locle je bilo leta 1750 dejavnih le približno 77 urarjev. Do leta 1800 se je to število povečalo na več kot 800. Urarstvo je začelo nadomeščati kmetijstvo in čipkarstvo kot glavni panogi. Konec 18. stoletja je mesto zaposlovalo približno 500 izdelovalcev čipk.
Le Locle je bil dom številnih znanih urarjev in izumiteljev, med njimi Abraham-Louis Perrelet, Jacques-Frédéric Houriet, Frédéric-Louis Favre-Bulle in David-Henri Grandjean. V 19. stoletju je bilo mesto znano po žepnih in morskih kronometrih. Urarstvo je Le Locle spremenilo v industrijsko mesto. Sprva so vsa dela opravljali ročno v majhnih delavnicah, v zadnji četrtini 19. stoletja pa so bile zgrajene prve tovarne. Uvedba mehanizirane proizvodnje je industrijo od dokončanih ur potisnila k obdelovalnim strojem in komponentam ur. Med obema vojnama so se nekatere tovarne, kot je Zenith, kasneje Dixi, specializirale za proizvodnjo orožja. Urarstvo je zahtevalo tudi številne povezane umetnike in izumitelje. Prodajalec knjig in založnik Samuel Girardet (1730–1807) je začel krasiti ohišja ur in sčasoma ustanovil dinastijo umetnikov in graverjev. Huguenin je zaslovel po svojem delu s slikanjem ohišij in medalj. Odprta leta 1856 je tovarna čokolade in slaščic Klaus delovala do leta 1992.
Kot v večini urarskih mest na Juri so tudi na politično in družbeno življenje v Le Locle močno vplivale ideje radikalizma, socializma in kasneje anarhizma. Profesor James Guillaume je leta 1866 predlagal ustanovitev sekcije Delavske internacionale. Nemško govoreče socialistične organizacije, vključno z Grütliverein in Arbeiterverein, pričajo, da je konec 19. stoletja v Le Locleu delalo veliko delavcev iz nemško govoreče Švice. Socialisti so se leta 1897 organizirali v politično stranko in do leta 1912 so bili večina v občini. Leta 1956 so se povezali in podprla jih je Švicarska stranka dela. Socialisti so na volitvah leta 1992 izgubili sedež v svetu lokalne vlade zaradi gibanja Droit de parole, ki nima tradicionalne strankarske platforme. Leta 2004 je bil svet prvič določen s plebiscitom, ki je švicarski stranki dela (PdA) podelil tri sedeže, Švicarska socialdemokratska stranka (PS) in liberale Parti progressiste national po en sedež.

### Les Brenets
Les Brenets se prvič omenja leta 1325 kot chiez le Bruignet.

## Geografija
Le Locle se nahaja na švicarski strani tesni Col des Roches, ki tvori mejo med Francijo in Švico.
Območje Le Locle (po raziskavi 2004/09) je veliko 34,69 km². Od tega se 12,41 km² ali 53,6 % porabi za kmetijske namene, medtem ko je 6,91 km² ali 29,9 % gozdnih. Od ostalega zemljišča je 3.69 km² ali 15,9 % pozidanih (stavbe ali ceste), 0,05 km² ali 0,2 % pa je neproduktivnih zemljišč.
Od pozidanih površin so industrijske stavbe predstavljale 1,4 % celotne površine, stanovanja in zgradbe 7,7 %, prometna infrastruktura pa 4,7 %. medtem ko so parki, zeleni pasovi in športna igrišča predstavljali 1,3 %. Od gozdnatih površin je močno pogozdenih 26,7 % celotne površine, 3,2 % pa je pokritih s sadovnjaki ali majhnimi grozdi dreves. 0,0 % kmetijskih zemljišč se uporablja za gojenje poljščin, 33,8 % pašnikov, 19,6 % pa alpskih pašnikov.
Nekdanja prestolnica okrožja Le Locle se do njene odprave leta 2018 nahaja na nadmorski višini 946 m.
1. januarja 2021 se je nekdanja občina Les Brenets združila v občino Le Locle.

## Dediščina državnega pomena
Ancien Hôtel des Postes, grad Monts in Museum d'horlogerie, mestna hiša, Immeuble, Moulins souterrains du Col-des-Roches (jamski mlini v Col des Roches), Villa Favre-Jacot in Zenith SA so navedeni kot Švicarska dediščina državnega pomena. Je del Unescove svetovne dediščine: La Chaux-de-Fonds / Le Locle, Watchmaking Town Planning (od leta 2009), celotno mesto Le Locle in vas Les Brenets pa sta del Popisa švicarskih znamenitosti.
- Grad Monts (Château des Monts)
- Villa Favre-Jacot
- Mestna hiša
- Stavba Zenith
- Museum ur "Château des Monts"
- Ulica Crêt Vaillant 28, Hourietova hiša

## Mednarodne povezave
Le Locle je pobraten z:
- Gérardmer, Francija
- Sidmouth, Devon, Anglija